# MVP del Superbowl italiano
Il titolo di MVP del Superbowl italiano è il premio assegnato al miglior giocatore del Superbowl italiano; tra il 2008 e il 2017, con la scissione federale, i premi sono diventati due. Il premio è assegnato da una giuria di giornalisti presenti alla partita.
Il giocatore che ha vinto più titoli è Robert Frasco, l'unico ad aver ottenuto il premio per tre volte, mentre solo altri tre, Tyrone Rush, Reggie Greene e Stefano di Tunisi, l'hanno vinto due volte. Solo due volte questo titolo è andato ad un giocatore della squadra sconfitta, vale a dire a Jeffrey Fox nel XXII Superbowl italiano e Reggie Greene nel I Italian Superbowl. Due volte il premio è andato ad un difensore: la prima nel II Superbowl italiano, quando è stato ottenuto dal linebacker dei Rhinos Milano Cornelius Thomas, la seconda nel XV Superbowl italiano, quando ad ottenerlo è stato il cornerback dei Frogs Legnano Paolo Verrini.
Nel XXVII Superbowl italiano il premio venne concesso per la prima e finora unica volta ex aequo, infatti gli MVP risultarono i quarterback Donald Allen jr. dei Lions Bergamo e Mike Souza dei Panthers Parma.
Su 39 titoli assegnati in 38 edizioni a 33 giocatori diversi, 19 volte è stato premiato un runningback. In totale 35 volte è stato premiato un giocatore dell'attacco, 2 volte un difensore. Nel 2015 per la prima volta  premio  è andato ad un giocatore appartenente ad uno special team, Stefano Di Tunisi, wide receiver e kicker dei Seamen Milano.

## Albo d'oro

### AIFA-FIAF-NFLI-IFL-FIDAF 1981-2022
| Stagione | Super Bowl               | Vincitore                 | Ruolo                | Squadra          |
| -------- | ------------------------ | ------------------------- | -------------------- | ---------------- |
| 1981     | I Superball              | Tony Nori                 | runningback          | Rhinos Milano    |
| 1982     | II Superbowl italiano    | Cornelius Thomas          | linebacker           | Rhinos Milano    |
| 1983     | III Superbowl italiano   | Gianluca Gerosa           | runningback          | Rhinos Milano    |
| 1984     | IV Superbowl italiano    | Pier Paolo Gallivanone    | quarterback          | Frogs Gallarate  |
| 1985     | V Superbowl italiano     | Gary Pearson              | runningback          | Doves Bologna    |
| 1986     | VI Superbowl italiano    | Wesley Williams           | runningback          | Warriors Bologna |
| 1987     | VII Superbowl italiano   | Robert Frasco             | quarterback          | Frogs Legnano    |
| 1988     | VIII Superbowl italiano  | Robert Frasco (2)         | quarterback          | Frogs Legnano    |
| 1989     | IX Superbowl italiano    | Robert Frasco (3)         | quarterback          | Frogs Legnano    |
| 1990     | X Superbowl italiano     | Fine Unga                 | runningback          | Rhinos Milano    |
| 1991     | XI Superbowl italiano    | Mauro Dho                 | runningback          | Giaguari Torino  |
| 1992     | XII Superbowl italiano   | Matt Booher               | quarterback          | Pharaones Milano |
| 1993     | XIII Superbowl italiano  | Scott Whitehouse          | runningback          | Lions Bergamo    |
| 1994     | XIV Superbowl italiano   | Gianluca Orrigoni         | runningback          | Frogs Legnano    |
| 1995     | XV Superbowl italiano    | Paolo Verrini             | cornerback           | Frogs Legnano    |
| 1996     | XVI Superbowl italiano   | Dale Robert Fry           | quarterback          | Phoenix Bologna  |
| 1997     | XVII Superbowl italiano  | James McDonagh            | quarterback          | Phoenix Bologna  |
| 1998     | XVIII Superbowl italiano | Daniel Crowley            | quarterback          | Lions Bergamo    |
| 1999     | XIX Superbowl italiano   | Tyrone Rush               | runningback          | Lions Bergamo    |
| 2000     | XX Superbowl italiano    | Tyrone Rush (2)           | runningback          | Lions Bergamo    |
| 2001     | XXI Superbowl italiano   | Matteo Soresini           | wide receiver        | Lions Bergamo    |
| 2002     | XXII Superbowl italiano  | Jeffrey Fox               | quarterback          | Dolphins Ancona  |
| 2003     | XXIII Superbowl italiano | Peter Sangenette          | wide receiver        | Lions Bergamo    |
| 2004     | XXIV Superbowl italiano  | Keith Bartynski           | runningback          | Lions Bergamo    |
| 2005     | XXV Superbowl italiano   | Mike Ceroli               | runningback          | Lions Bergamo    |
| 2006     | XXVI Superbowl italiano  | Jabari Johnson            | runningback          | Lions Bergamo    |
| 2007     | XXVII Superbowl italiano | Donald Allen jr           | quarterback          | Lions Bergamo    |
| 2007     | XXVII Superbowl italiano | Mike Souza                | quarterback          | Panthers Parma   |
| 2008     | I Italian Superbowl      | Reggie Greene             | runningback          | Giants Bolzano   |
| 2009     | II Italian Superbowl     | Reggie Greene (2)         | runningback          | Giants Bolzano   |
| 2010     | III Italian Superbowl    | Greg Hay                  | runningback          | Panthers Parma   |
| 2011     | IV Italian Superbowl     | Tanyon Bissell            | wide receiver        | Panthers Parma   |
| 2012     | XXXII Italian Superbowl  | Kevin Grayson             | wide receiver        | Panthers Parma   |
| 2013     | XXXIII Italian Superbowl | Alessandro Malpeli Avalli | runningback          | Panthers Parma   |
| 2014     | XXXIV Italian Superbowl  | Mattia Binda              | runningback          | Seamen Milano    |
| 2015     | XXXV Italian Bowl        | Stefano di Tunisi         | wide receiver/kicker | Seamen Milano    |
| 2016     | XXXVI Italian Bowl       | Nick Ricciardulli         | runningback          | Rhinos Milano    |
| 2017     | XXXVII Italian Bowl      | Luke Zahradka             | quarterback          | Seamen Milano    |
| 2018     | XXXVIII Italian Bowl     | Stefano di Tunisi (2)     | wide receiver/kicker | Seamen Milano    |
| 2019     | XXXIX Italian Bowl       | Luke Zahradka (2)         | quarterback          | Seamen Milano    |
| 2021     | XL Italian Bowl          | Tommaso Finadri           | wide receiver        | Panthers Parma   |
| 2022     | XLI Italian Bowl         | Lorenzo Dalle Piagge      | defensive end        | Guelfi Firenze   |
| 2023     | XLII Italian Bowl        | Alexis Ramos              | linebacker           | Panthers Parma   |

### NFLI-FIF-IAAFL 2008-2017
Campionati non ufficiali.
| Stagione  | Super Bowl                     | Vincitore                       | Ruolo             | Squadra             |
| --------- | ------------------------------ | ------------------------------- | ----------------- | ------------------- |
| 2008      | XXVIII Superbowl italiano NFLI | Fabrizio Vaccari                | runningback       | Hogs Reggio Emilia  |
| 2009      | XXIX Superbowl italiano FIF    | Ronny Barbolla                  | runningback       | Bengals Brescia     |
| 2010      | XXX Superbowl italiano FIF     | Luigi Sangiovanni               | linebacker        | Red Jackets Luni    |
| 2011      | XXXI Superbowl italiano FIF    | Mario Cristiano                 | runningback       | Bengals Brescia     |
| 2011      | XXXI Superbowl italiano FIF    | Davide Archetti                 | defensive end     | Bengals Brescia     |
| 2012      | XXXII Superbowl italiano FIF   | Daniele Turotti                 | quarterback       | Bengals Brescia     |
| 2012      | XXXII Superbowl italiano FIF   | Gianfranco Caile                | defensive end     | Bengals Brescia     |
| 2012 Aut. | XXXIII Superbowl italiano FIF  | Edoardo Pollastri               | wide receiver     | Rams Milano         |
| 2012 Aut. | XXXIII Superbowl italiano FIF  | Paolo Heida                     | free safety       | Bengals Brescia     |
| 2013      | XXXIV Superbowl italiano FIF   | Giorgio Polidori                | wide receiver     | Terminators Brescia |
| 2013      | XXXIV Superbowl italiano FIF   | Gregorio Nason                  | linebacker        | Rams Milano         |
| 2014      | XXXV Superbowl italiano FIF    | Robert Fernando Munoz Payaguaye |                   | Rams Milano         |
| 2015      | XXIX Superbowl italiano IAAFL  |                                 |                   |                     |
| 2016      | XXX Superbowl italiano IAAFL   | Fabien Credis                   | quarterback       | I Guerrieri Aiacciu |
| 2016      | XXX Superbowl italiano IAAFL   | Philippe Mariani                | defensive lineman | I Guerrieri Aiacciu |
| 2017      | XXXI Superbowl italiano IAAFL  |                                 |                   |                     |

legenda
- (2): secondo titolo
- (3): terzo titolo
- : giocatore ammesso alla Hall of Fame Italy (2006-2007), alla IFL Hall of Fame (2011-2012) o alla FIDAF Hall of Fame
- : giocatore ancora in attività

### Titoli per squadra
Sono considerati solo i titoli relativi a campionati ufficiali.
| Squadra                 | Titoli |
| ----------------------- | ------ |
| Lions Bergamo           | 10     |
| Panthers Parma          | 6      |
| Frogs Legnano/Gallarate | 6      |
| Seamen Milano           | 5      |
| Rhinos Milano           | 5      |
| Giants Bolzano          | 2      |
| Phoenix Bologna         | 2      |
| Dolphins Ancona         | 1      |
| Doves Bologna           | 1      |
| Giaguari Torino         | 1      |
| Pharaones Milano        | 1      |
| Warriors Bologna        | 1      |

### Titoli per ruolo
Sono considerati solo i titoli relativi a campionati ufficiali.
| Ruolo         | Titoli |
| ------------- | ------ |
| Running back  | 19     |
| Quarterback   | 13     |
| Wide receiver | 5      |
| Kicker        | 2      |
| Linebacker    | 2      |
| Cornerback    | 1      |
| Defensive End | 1      |

## Altri titoli

### Miglior italiano
| Stagione | Super Bowl               | Vincitore                 | Ruolo                | Squadra           |
| -------- | ------------------------ | ------------------------- | -------------------- | ----------------- |
| 1981     | I Superbowl italiano     | Tony Nori                 | runningback          | Rhinos Milano     |
| 1982     | II Superbowl italiano    | Giorgio Mencarelli        | runningback          | Rhinos Milano     |
| 1983     | III Superbowl italiano   | Gianluca Gerosa           | runningback          | Rhinos Milano     |
| 1984     | IV Superbowl italiano    | Pier Paolo Gallivanone    | quarterback          | Frogs Gallarate   |
| 1985     | V Superbowl italiano     |                           |                      |                   |
| 1986     | VI Superbowl italiano    |                           |                      |                   |
| 1987     | VII Superbowl italiano   | Pierluigi Coppa           | quarterback          | Seamen Milano     |
| 1988     | VIII Superbowl italiano  |                           |                      |                   |
| 1989     | IX Superbowl italiano    |                           |                      |                   |
| 1990     | X Superbowl italiano     |                           |                      |                   |
| 1991     | XI Superbowl italiano    | Mauro Dho                 | runningback          | Giaguari Torino   |
| 1992     | XII Superbowl italiano   |                           |                      |                   |
| 1993     | XIII Superbowl italiano  |                           |                      |                   |
| 1994     | XIV Superbowl italiano   | Gianluca Orrigoni         | runningback          | Frogs Legnano     |
| 1995     | XV Superbowl italiano    | Paolo Verrini             | cornerback           | Frogs Legnano     |
| 1996     | XVI Superbowl italiano   |                           |                      |                   |
| 1997     | XVII Superbowl italiano  |                           |                      |                   |
| 1998     | XVIII Superbowl italiano | Gianluca Orrigoni (2)     | runningback          | Frogs Legnano     |
| 1999     | XIX Superbowl italiano   | Andrea Ventura            | quarterback          | Giants Bolzano    |
| 2000     | XX Superbowl italiano    | Bernhard Mair             | wide reciver         | Giants Bolzano    |
| 2001     | XXI Superbowl italiano   | Matteo Soresini           | wide receiver        | Lions Bergamo     |
| 2002     | XXII Superbowl italiano  | Fabio Capodaglio          | wide receiver        | Dolphins Ancona   |
| 2003     | XXIII Superbowl italiano | Dino Bucciol              | quarterback          | Lions Bergamo     |
| 2004     | XXIV Superbowl italiano  |                           |                      |                   |
| 2005     | XXV Superbowl italiano   |                           |                      |                   |
| 2006     | XXVI Superbowl italiano  |                           |                      |                   |
| 2007     | XXVII Superbowl italiano | Maurizio Barbotti         | wide receiver        | Lions Bergamo     |
| 2008     | I Italian Superbowl      |                           |                      |                   |
| 2009     | II Italian Superbowl     |                           |                      |                   |
| 2010     | III Italian Superbowl    | Gregorio Barbagallo       | wide receiver        | Elephants Catania |
| 2011     | IV Italian Superbowl     | Tommaso Monardi           | quarterback          | Panthers Parma    |
| 2012     | XXXII Italian Superbowl  |                           |                      |                   |
| 2013     | XXXIII Italian Superbowl | Alessandro Malpeli Avalli | runningback          | Panthers Parma    |
| 2014     | XXXIV Italian Superbowl  | Mattia Binda              | runningback          | Seamen Milano     |
| 2015     | XXXV Italian Bowl        | Stefano di Tunisi         | wide receiver/kicker | Seamen Milano     |
| 2016     | XXXVI Italian Bowl       |                           |                      |                   |
| 2017     | XXXVII Italian Bowl      |                           |                      |                   |
| 2018     | XXXVIII Italian Bowl     | Stefano di Tunisi (2)     | wide receiver/kicker | Seamen Milano     |

### Memorial Scandellari
Questo premio è consegnato al miglior uomo di linea difensiva dell'incontro. È intitolato a Claudio Scandellari, nose tackle dei Doves Bologna morto il 2 agosto 1982 a 28 anni.
| Stagione | Super Bowl               | Vincitore              | Ruolo             | Squadra         |
| -------- | ------------------------ | ---------------------- | ----------------- | --------------- |
| 1981     | I Superbowl italiano     |                        |                   |                 |
| 1982     | II Superbowl italiano    |                        |                   |                 |
| 1983     | III Superbowl italiano   |                        |                   |                 |
| 1984     | IV Superbowl italiano    | Alessandro Ghione      | defensive end     | Frogs Gallarate |
| 1985     | V Superbowl italiano     | Loris Tombari          | defensive tackle  | Angels Pesaro   |
| 1986     | VI Superbowl italiano    | Pierluigi Moscatelli   | defensive tackle  | Angels Pesaro   |
| 1987     | VII Superbowl italiano   | Paolo Pedroni          | defensive end     | Seamen Milano   |
| 1988     | VIII Superbowl italiano  | Mauro Brignoni         | nose tackle       | Frogs Legnano   |
| 1989     | IX Superbowl italiano    | Vittorio Colombo       | defensive end     | Frogs Legnano   |
| 1990     | X Superbowl italiano     | Paolo Pedroni (2)      | defensive end     | Seamen Milano   |
| 1991     | XI Superbowl italiano    | Paolo Paschetto        | defensive lineman | Giaguari Torino |
| 1992     | XII Superbowl italiano   | Attilio Milesi         | defensive end     | Lions Bergamo   |
| 1993     | XIII Superbowl italiano  | Roberto Castellano     | defensive end     | Lions Bergamo   |
| 1994     | XIV Superbowl italiano   | Massimo Donà           | defensive tackle  | Rhinos Milano   |
| 1995     | XV Superbowl italiano    | Stefano Fuccelli       | defensive tackle  | Gladiatori Roma |
| 1996     | XVI Superbowl italiano   | Stefano Fuccelli (2)   | defensive tackle  | Gladiatori Roma |
| 1997     | XVII Superbowl italiano  | Giacomo Cranchi        | defensive lineman | Frogs Legnano   |
| 1998     | XVIII Superbowl italiano | Giancarlo Magni        | defensive end     | Lions Bergamo   |
| 1999     | XIX Superbowl italiano   | Diego Gennaro          | defensive end     | Giants Bolzano  |
| 2000     | XX Superbowl italiano    | Saul Valenzuela        | lineman           | Lions Bergamo   |
| 2001     | XXI Superbowl italiano   | Roberto Castellano (2) | defensive end     | Lions Bergamo   |
| 2002     | XXII Superbowl italiano  | Roberto Castellano (3) | defensive end     | Lions Bergamo   |
| 2003     | XXIII Superbowl italiano | Alessandro Angeli      | defensive end     | Dolphins Ancona |
| 2004     | XXIV Superbowl italiano  | Alessandro Angeli (2)  | defensive end     | Dolphins Ancona |
| 2005     | XXV Superbowl italiano   | Roberto Castellano (4) | defensive end     | Lions Bergamo   |
| 2006     | XXVI Superbowl italiano  |                        |                   |                 |
| 2007     | XXVII Superbowl italiano |                        |                   |                 |
| 2008     | I Italian Superbowl      |                        |                   |                 |
| 2009     | II Italian Superbowl     |                        |                   |                 |
| 2010     | III Italian Superbowl    | Michele Canali         | defensive end     | Panthers Parma  |
| 2011     | IV Italian Superbowl     | Michele Canali (2)     | defensive end     | Panthers Parma  |
| 2012     | XXXII Italian Superbowl  |                        |                   |                 |
| 2013     | XXXIII Italian Superbowl |                        |                   |                 |
| 2014     | XXXIV Italian Superbowl  |                        |                   |                 |
| 2015     | XXXV Italian Bowl        |                        |                   |                 |
| 2016     | XXXVI Italian Bowl       |                        |                   |                 |
| 2017     | XXXVII Italian Bowl      |                        |                   |                 |
| 2018     | XXXVIII Italian Bowl     |                        |                   |                 |

### Miglior kicker
| Stagione | Super Bowl               | Vincitore             | Squadra        |
| -------- | ------------------------ | --------------------- | -------------- |
| 1981     | I Superbowl italiano     |                       |                |
| 1982     | II Superbowl italiano    |                       |                |
| 1983     | III Superbowl italiano   |                       |                |
| 1984     | IV Superbowl italiano    |                       |                |
| 1985     | V Superbowl italiano     |                       |                |
| 1986     | VI Superbowl italiano    |                       |                |
| 1987     | VII Superbowl italiano   |                       |                |
| 1988     | VIII Superbowl italiano  |                       |                |
| 1989     | IX Superbowl italiano    |                       |                |
| 1990     | X Superbowl italiano     |                       |                |
| 1991     | XI Superbowl italiano    |                       |                |
| 1992     | XII Superbowl italiano   |                       |                |
| 1993     | XIII Superbowl italiano  |                       |                |
| 1994     | XIV Superbowl italiano   |                       |                |
| 1995     | XV Superbowl italiano    |                       |                |
| 1996     | XVI Superbowl italiano   |                       |                |
| 1997     | XVII Superbowl italiano  |                       |                |
| 1998     | XVIII Superbowl italiano |                       |                |
| 1999     | XIX Superbowl italiano   |                       |                |
| 2000     | XX Superbowl italiano    |                       |                |
| 2001     | XXI Superbowl italiano   |                       |                |
| 2002     | XXII Superbowl italiano  |                       |                |
| 2003     | XXIII Superbowl italiano |                       |                |
| 2004     | XXIV Superbowl italiano  |                       |                |
| 2005     | XXV Superbowl italiano   |                       |                |
| 2006     | XXVI Superbowl italiano  |                       |                |
| 2007     | XXVII Superbowl italiano |                       |                |
| 2008     | I Italian Superbowl      |                       |                |
| 2009     | II Italian Superbowl     |                       |                |
| 2010     | III Italian Superbowl    | Andrea Vergazzoli     | Panthers Parma |
| 2011     | IV Italian Superbowl     |                       |                |
| 2012     | XXXII Italian Superbowl  |                       |                |
| 2013     | XXXIII Italian Superbowl |                       |                |
| 2014     | XXXIV Italian Superbowl  |                       |                |
| 2015     | XXXV Italian Bowl        | Stefano di Tunisi     | Seamen Milano  |
| 2016     | XXXVI Italian Bowl       |                       |                |
| 2017     | XXXVII Italian Bowl      |                       |                |
| 2018     | XXXVIII Italian Bowl     | Stefano di Tunisi (2) | Seamen Milano  |